# Lipan
Lipan (Thymallus) je rod ryb, který byl dříve řazen do čeledi lipanovitých, v současnosti je tato skupina považována za podčeleď lososovitých. Lipani mají protáhlé tělo, které je ze stran mírně zploštělé, drobné šupiny a tukovou ploutvičku. Typickým znakem je velká hřbetní ploutev.

## Druhy
- lipan severní (Thymallus arcticus)
- lipan krátkorypý (Thymallus brevirostris)
- lipan burejský (Thymallus burejensis)
- lipan amurský (Thymallus grubii)
- lipan kosogolský (Thymallus nigrescens)
- lipan podhorní (Thymallus thymallus)

## Výskyt

### Klesající stavy v českých řekách
Tomáš Randák, vědec z Jihočeské univerzity, v červnu roku 2016 varoval, že lipan může nenávratně zmizet z českých řek, nebudou-li přijata ochranná opatření.